# Neue Berliner Schachzeitung
Die Neue Berliner Schachzeitung war eine deutsche Schachzeitschrift, die zwischen 1864 und 1871 monatlich erschien. Wie bereits der Name sichtbar machte, handelte sich um eine Alternative zur bislang führenden, von der Berliner Schachgesellschaft 1846 gegründeten Schachzeitung.

## Rivalin der älteren „Schachzeitung“
Die Redaktion der älteren Berliner „Schachzeitung“ hatte mit dem Umzug des Verlags Veit & Comp ihren Sitz verlegt. Sie erschien seit 1860 in Leipzig unter der Herausgeberschaft von Max Lange; seit 1865 war Johannes Minckwitz ihr Hauptherausgeber und Redakteur.
Es war Gustav Richard Neumann, der den Berliner Verleger Julius Springer davon überzeugte, dass die preußische Hauptstadt nicht ohne Schachzeitschrift bleiben dürfe. Herausgeber der „Neuen Schachzeitung“ waren zunächst Adolf Anderssen und Neumann, der jedoch 1867 vom Turnier in Paris nicht nach Berlin zurückkehrte. Ab 1867 wurde Anderssens Breslauer Schüler Johannes Zukertort, der erst vor kurzem in Berlin eingetroffen war, als Nachfolger Neumanns Mitherausgeber. Er leistete fortan die Redaktionsarbeit. Die Beteiligung Anderssens, der damals neben Wilhelm Steinitz als stärkster Schachspieler der Welt galt, bestand wohl hauptsächlich zu Werbezwecken. An der Redaktion nahm er keinen nennenswerten Anteil.
Von der Leipziger Zeitschrift unterschied sich die „Neue Schachzeitung“ inhaltlich wenig. Mit zahlreichen kommentierten Partien, Eröffnungsanalysen und einem Problemteil erhob sie implizit den Anspruch, das Konkurrenzorgan aus der führenden Rolle abzudrängen. Zwischen beiden Zeitschriften, namentlich zwischen Zukertort und Minckwitz, entspann sich ein teilweise polemisch geführter Streit um tatsächliche oder vermeintliche Redaktionsfehler.

## Ende der Zeitschrift
Der Neuen Berliner Schachzeitung war materiell kein großer Erfolg beschieden. Mit der Dezemberausgabe 1871 (die erst im Februar 1872 erschien) wurde die Zeitschrift eingestellt. Die Verlagsbuchhandlung Julius Springer begründete den Schritt gegenüber den Lesern mit dem unregelmäßigen Erscheinen und machte Zukertort hierfür verantwortlich. Wenig später entschloss sich Zukertort, seine Karriere als Berufsschachspieler in London fortzusetzen.